# Hexalobus
Genre
Hexalobus est un genre de plantes à fleurs de la famille des Annonaceae. Il comprend 5 espèces originaires d'Afrique tropicale. Ce sont des arbres ou des arbustes qui pour la plupart des espèces ont des fleurs odorantes.

## Liste d'espèces
Selon Catalogue of Life (24 juillet 2017) :
- Hexalobus bussei Diels
- Hexalobus crispiflorus A. Rich.
- Hexalobus monopetalus (A. Rich.) Engl. & Diels
- Hexalobus mossambicensis N. Robson
- Hexalobus salicifolius Engl.

Selon NCBI (24 juillet 2017) :
- Hexalobus crispiflorus
- Hexalobus monopetalus
- Hexalobus salicifolius

Selon The Plant List (24 juillet 2017) :
- Hexalobus bussei Diels
- Hexalobus callicarpus (Baill.) Cavaco & Keraudren
- Hexalobus crispiflorus A.Rich.
- Hexalobus monopetalus (A.Rich.) Engl. & Diels
- Hexalobus mossambicensis N.Robson
- Hexalobus salicifolius Engl.

Selon Tropicos (24 juillet 2017) (Attention liste brute contenant possiblement des synonymes) :
- Hexalobus brasiliensis A. St.-Hil. & Tul.
- Hexalobus bussei Diels
- Hexalobus callicarpus (Baill.) Cavaco & Keraudren
- Hexalobus crispiflorus A. Rich.
- Hexalobus glabrescens Hutch. & Dalziel
- Hexalobus grandiflorus Benth.
- Hexalobus huillensis (Engl. & Diels) Engl. & Diels
- Hexalobus lujae De Wild.
- Hexalobus madagascariensis A. DC.
- Hexalobus mbula Exell
- Hexalobus megalophyllus Engl. & Diels
- Hexalobus monopetalus (A. Rich.) Engl. & Diels
- Hexalobus mossambicensis N. Robson
- Hexalobus salicifolius Engl.
- Hexalobus senegalensis A. DC.